# UD Oliveirense
União Desportiva Oliveirense – portugalski klub piłkarski, grający obecnie w trzeciej lidze portugalskiej, mający siedzibę w mieście Oliveira de Azeméis.

## Historia
Klub został założony 25 października 1922 roku. W 1945 roku klub po raz pierwszy i jak dotąd jedyny (stan na 2015 rok) w swojej historii wywalczył awans z drugiej do pierwszej ligi portugalskiej. W sezonie 1945/1946 wygrał tylko 3 mecze na 22 i zajął w pierwszej lidze ostatnią 12. pozycję. Przez kolejne lata klub balansował głównie pomiędzy drugą ligą a trzecią. Rozgrywki trzeciej ligi wygrał dwukrotnie - w 2001 i 2008 roku.

## Sukcesy
- Segunda Divisão

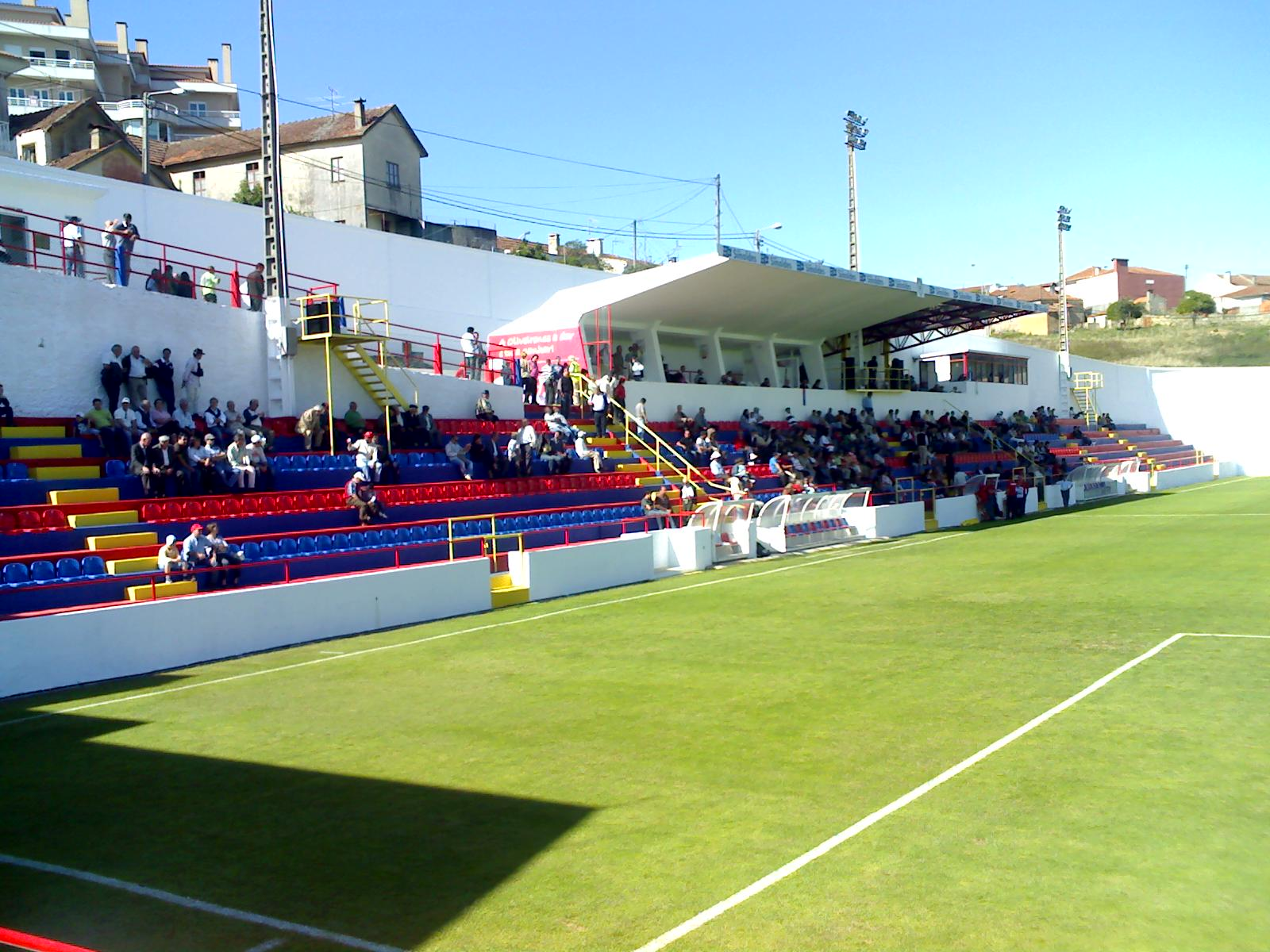
Estádio Carlos Osório - stadion UD Oliveirense

  - mistrzostwo (2): 2000/2001, 2007/2008

- Terceira Divisão
  - mistrzostwo (1): 1957/1958

## Historia występów w pierwszej lidze
| Sezon     | Pozycja      | M  | Pkt. | Z | R | P  | GZ | GS |
| --------- | ------------ | -- | ---- | - | - | -- | -- | -- |
| 1945/1946 | 12. (spadek) | 22 | 8    | 3 | 2 | 17 | 22 | 73 |

## Reprezentanci kraju grający w klubie
Stan na czerwiec 2015
| - Jorge Silva - Bruno Vale - Carlitos - Awtandil Ebralidze - José del Aguila - Bafodé Carvalho - Cícero - Sanã Fadeira | - Saido Indjai - Cailfo Seidi - Jonathan Bru - Mamadou Ba - Earl Jean - Eduardo Vargas Fernandes - Mateus Lopes - Pedro Moreira |

## Skład na sezon 2015/2016
| Nr | Poz. | Piłkarz          |
| -- | ---- | ---------------- |
| 1  | BR   | Hélder Godinho   |
| 2  | OB   | Ricardo Fazenda  |
| 4  | OB   | Sérgio Silva     |
| 5  | PO   | Jonathan Bru     |
| 6  | OB   | Bruno Simão      |
| 7  | OB   | Carela           |
| 8  | PO   | Walter Patrick   |
| 9  | NA   | Carlitos         |
| 10 | PO   | António Oliveira |
| 14 | PO   | Renan            |
| 17 | NA   | Pedro Oliveira   |
| 18 | PO   | Zé Pedro         |
| 19 | PO   | João Almeida     |

| Nr | Poz. | Piłkarz           |
| -- | ---- | ----------------- |
| 20 | NA   | Mário Mendonça    |
| 21 | PO   | Ricardo Guimarães |
| 23 | PO   | Rui Lima          |
| 32 | OB   | Saido Indjai      |
| 37 | OB   | Diogo             |
| 40 | NA   | Nené Leal         |
| 45 | PO   | Godinho (kapitan) |
| 46 | OB   | Luís Martins      |
| 70 | NA   | Rafa Fonseca      |
| 73 | BR   | João Pinho        |
|    | PO   | José Pedro Sousa  |
|    | PO   | Moedas            |